# 圣旺代尚
圣旺德尚（法語：Saint-Ouen-des-Champs，法語發音：[sɛ̃.t‿wɛ̃ de ʃɑ̃]）是法国厄尔省的一个旧市镇，位于该省北部，属于贝尔奈区。2019年，圣旺德尚与临近的2个市镇合并为新市镇勒佩雷。

## 地理
圣旺德尚（49°23'28"N, 0°32'24"E）面积6.11 平方千米，位于法国诺曼底大区厄尔省，该省份为法国北部内陆省份，北起滨海塞纳省，西接奧恩省和卡爾瓦多斯省，南至厄尔-卢瓦省，东临瓦兹省、瓦兹河谷省和伊夫林省。
圣旺德尚的时区为UTC+01:00、UTC+02:00（夏令时）。

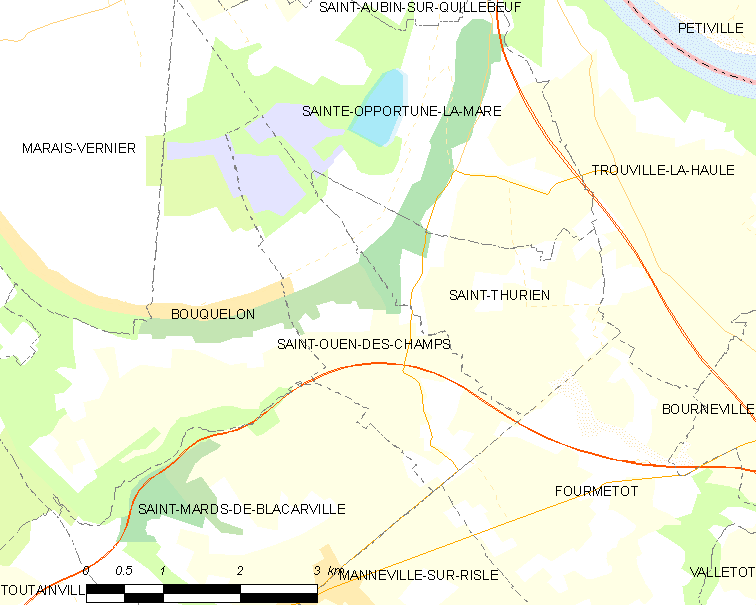
圣旺德尚的OSM定位图

## 行政
圣旺德尚的邮政编码为27680，INSEE市镇编码为27581。

## 政治
圣旺德尚所属的省级选区为阿沙尔堡县。

## 人口

1962-2008年间圣旺德尚人口变化图示

圣旺德尚于2018年1月1日时的人口数量为301人。